# Erik Lindström (skolledare)
Erik Olof Lindström, född 7 september 1900 i Skönsmons församling, Västernorrlands län, död 6 juni 1985 i Söderhamn, var en svensk skolledare.
Efter studentexamen 1919 och folkskollärarexamen 1922 tenterade Lindström i nordiska språk, litteraturhistoria och antikens historia vid Uppsala universitet. Han blev vikarierande folkskollärare i Söderhamn 1922, ordinarie från 1923, undervisade i slöjdskola 1922–1928 och i fortsättningsskola 1922–1942. Han var skrivbiträde på folkskoleexpedition 1935–1942, blev överlärare 1942 (som efterträdare till Olov Bengtson), distriktsöverlärare 1946 och erhöll senare titeln förste rektor. Han pensionerades 1966 och efterträddes då av Martin Klint.
Lindströms tid som skolledare präglades från början av förändringar. De skolsociala frågorna blev redan då alltmer aktuella och riksdagsbeslutet 1936 om sjuårig skolplikt ledde till behov av nya lokaler och ny utrustning. Än mer omfattande blev arbetet under 1950- och 1960-talets skolreformer.
Lindström var ordförande i föreläsningsföreståndarnas sammanslutning för ordnande av föreläsningsverksamheten inom Hälsingland 1938–1947, ordförande i Söderhamns arbetareinstitut från 1938 samt föreståndare och kassör där 1938–1943. Han var ordförande i föreningen Nordens lokalavdelning från 1947.